# قرار مجلس الأمن التابع للأمم المتحدة رقم 816
قرار مجلس الأمن التابع للأمم المتحدة رقم 816، المعتمد في 31 آذار / مارس 1993، بعد إعادة التأكيد على القرارين 781 (1992)، 786 (1992) بشأن حظر الرحلات الجوية العسكرية فوق البوسنة والهرسك والاعتراف بالوضع الحالي في المنطقة، قرر المجلس بموجب الفصل السابع من ميثاق الأمم المتحدة، بتمدبد الحظر ليشمل رحلات جميع الطائرات ذات الأجنحة الثابتة والطائرات ذات الأجنحة الدوارة فوق البلاد، واستخدام جميع التدابير اللازمة لضمان الامتثال للحظر.
ومضى المجلس مشيراً إلى أن هذا الحظر لا ينطبق على الرحلات الجوية الموجهة لاستخدام قوة الأمم المتحدة للحماية أو لأسباب إنسانية. كما طلب من قوة الأمم المتحدة للحماية مواصلة رصد الامتثال للحظر المفروض على الرحلات الجوية فوق البوسنة والهرسك، داعياً جميع الأطراف إلى التعاون مع قوة الأمم المتحدة للحماية في عملية المراقبة.
فوض المجلس أنه بعد سبعة أيام من اعتماد القرار 816، ينبغي علي جميع الدول الأعضاء، ضمان الامتثال لهذا القرار. كما حثت الدول الأعضاء على التعاون مع قوة الأمم المتحدة للحماية في التدابير التي اتخذتها لتنفيذ القرار الحالي وقواعد الاشتباك، وفي حالة قيام الرؤساء المشاركين للجنة التوجيهية للمؤتمر الدولي بشأن يوغوسلافيا السابقة بإخطار المجلس أن جميع الأطراف البوسنية قد قبلت مقترحاتهم بشأن التسوية، فإن الإجراءات المنصوص عليها في القرار الحالي ستدرج في إجراءات تنفيذ تلك التسوية.
واختتم القرار بالطلب من الأمين العام بطرس بطرس غالي تقديم تقرير إلى المجلس عن الإجراءات التي اتخذتها الدول الأعضاء لتطبيق القرار الحالي.
تم تبني القرار رقم بأغلبية 14 صوتاً وامتناع دولة واحدة هي الصين، نظراً لتحفظاتها على الإذن باستخدام القوة.

## روابط خارجية
- نص القرار في undocs.org